# Dürler
Dürler (en luxembourgeois : Dirrler) est un village de la commune belge de Burg-Reuland situé en Communauté germanophone de Belgique et Région wallonne dans la province de Liège.
Avant la fusion des communes de 1977, Dürler faisait partie de la commune de Reuland.
Le village compte 166 habitants.

## Situation
Le petit village de Dürler se trouve sur la rive gauche et le versant ouest du ruisseau Mühlbach, un affluent de l'Ulf.
La localité est longée par la route nationale 62 qui remonte ce ruisseau entre Oudler et le Luxembourg
L'altitude au sommet du village avoisine les 450 m (à l'église).

## Patrimoine
- L'église dédiée à Saint Matthias (St. Matthias Kirche) date de 1901.
- Le presbytère (Pfarrhaus) est daté de 1779.
- La maison Marx (Das Marx-Haus) a été construite au XVIIIe siècle.
- Le moulin de Dürler (Dürlermühle).
- La ferme de Dürler (Dürlerhof) date du milieu du XIXe siècle.
- La chapelle Notre-Dame de Banneux (Mutter Gottes von Banneux Kapelle) date de 1948.